# LATAM Chile
LATAM Chile, tên cũ LAN Airlines S.A. NYSE: LFL (mã IATA = LA, mã ICAO = LAN) là hãng hàng không, trụ sở ở Santiago, Chile. LAN Airlines là một trong các hãng hàng không chính của Chile và là một trong số hãng hàng không lớn nhất Nam Mỹ với các chuyến bay tới châu Mỹ Latin, Hoa Kỳ, vùng Caribbe, châu Đại Dương và châu Âu. Hãng là hội viên của Liên minh Oneworld.
Căn cứ chính của hãng ở Sân bay quốc tế Arturo Merino Benítez, Santiago, với các căn cứ khác ở Sân bay quốc tế Ministro Pistarini tại Buenos Aires, Sân bay quốc tế Mariscal Sucre tại Quito, Sân bay quốc tế Jose Joaquin de Olmedo tại Guayaquil, Sân bay quốc tế Jorge Chávez tại Lima, và Sân bay quốc tế Miami tại Miami.

## Lịch sử
Hãng được viên tướng chỉ huy Không quân Chile Arturo Merino Benitez thành lập năm 1929 (người mà sau này tên được đặt cho Sân bay quốc tế Arturo Merino Benítez), và bắt đầu hoạt động từ ngày 5.3.1929 dưới tên Línea Aeropostal Santiago-Arica. Năm 1932 hãng đổi tên thành "Línea Aérea Nacional de Chile" (LAN Chile). Tháng 9/1989, chính phủ Chile tư nhân hóa hãng, bán đa số cổ phần cho Icarosan và Scandinavian Airlines System.
Ngày 11.8.1995 LAN Chile nắm quyền kiểm soát hãng hàng không thứ nhì trong nước Ladeco. Tháng 10/1998 LAN Chile hợp nhất hãng "Fast Air" với Ladeco thành LAN Express. Tháng 3/2004 LAN Chile và các hãng phụ thuộc LAN Peru, LAN Ecuador, LAN Dominicana và LAN Express dùng tên thống nhất LAN, thay cho tên Linea Aerea Nacional trước kia. Ngày 17.6.2004 LAN Chile đổi tên thành LAN Airlines (viết tắt chữ đầu của Latin American Network Airlines). Giữa năm 2005 LAN Airlines mở các hãng con LAN Argentina ở Argentina với các tuyến đường quốc nội và quốc tế từ Buenos Aires, và là hãng hàng không địa phương lớn thứ ba sau Aerolíneas Argentinas và Austral. 

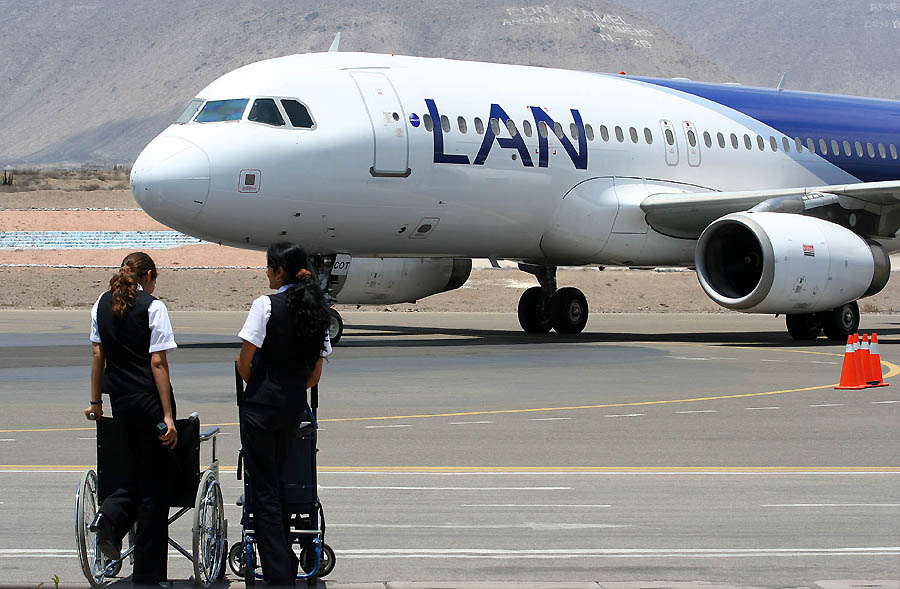
Máy bay A320-200 của LAN Airlines ở Sân bay Arequipa.

LAN Airlines có các hãng phụ thuộc và cổ phần như sau: LAN Cargo (99.4%), LANExpress (99.4%), ABSA - Aerolinhas Brasileiras (73.3%), LAN Peru (70%), LAN Dominicana (49%), LAN Ecuador (45%), LAN Argentina (49%), MasAir (39.5%) và Florida West International Airways (25%) cùng tổng số 11.173 nhân viên.
LAN Airlines liên danh với American Airlines tới các điểm đến ở Hoa Kỳ, với British Airways và Iberia tới các điểm đến ở châu Âu, với Tam Linhas Aereas tới các điểm đến quốc tế của Brazil, với Korean Air tới các điểm đến ở châu Á, cùng một số điểm đến ở Úc và New Zealand với Qantas.
Từ 1.8.2006, LAN Airlines hợp nhất vé hạng nhất với hạng business thành một với tên Premium Business.

## Các hãng phụ thuộc
- LAN Argentina
- LAN Cargo
- LAN Ecuador
- LAN Express
- LAN Peru

## Các nơi đến
Các nơi đến của LAN Airlines kể cả của LAN Express, LAN Argentina, LAN Peru và LAN Ecuador như sau:
châu Âu
- Đức

- Frankfurt

- Tây Ban Nha

- Madrid

Bắc Mỹ
- Canada

- Toronto

- México

- Cancún
- Mexico City

- Hoa Kỳ

- Los Angeles
- Miami (Focus City)
- New York

Vùng Caribbe
- Cuba

- La Habana

- Cộng hòa Dominican

- Punta Cana
- Santo Domingo

châu Đại Dương
- Úc

- Sydney

- Polynésie thuộc Pháp

- Papeete

- New Zealand

- Auckland

Nam Mỹ
- Argentina

- Buenos Aires
- Comodoro Rivadavia
- Córdoba
- El Calafate
- Mendoza
- Neuquén
- Puerto Iguazú
- Río Gallegos
- Rosario
- San Carlos de Bariloche
- San Juan
- Salta
- Ushuaia

- Bolivia

- La Paz
- Santa Cruz de la Sierra

- Brasil

- Rio de Janeiro
- São Paulo

- Chile

- Antofagasta
- Arica
- Balmaceda
- Calama
- Concepción
- Copiapó
- El Salvador, Chile
- Hanga Roa
- Iquique
- La Serena
- Osorno
- Pucón
- Puerto Montt
- Punta Arenas
- Santiago
- Temuco
- Valdivia

- Colombia

- Bogotá
- Medellín

- Ecuador

- Guayaquil
- Quito

- Quần đảo Falkland

- Stanley

- Peru

- Arequipa
- Cusco
- Chiclayo
- Iquitos
- Juliaca/Puno
- Lima
- Pucallpa
- Puerto Maldonado
- Piura
- Tarapoto
- Tacna
- Trujillo
- Tumbes

- Uruguay

- Montevideo

- Venezuela

- Caracas

## Đội bay
Tính đến tháng 12/2021:
| Máy bay          | Đang hoạt động | Đặt hàng | Hành khách (Business/Economy)       | Ghi chú                                |
| ---------------- | -------------- | -------- | ----------------------------------- | -------------------------------------- |
| Airbus A319-100  | 18             | —        | 144 (0/144)                         |                                        |
| Airbus A320-200  | 68             | —        | 168 (0/168) 174 (0/174) 186 (0/186) | Đội bay sẽ chuyển sang LATAM Argentina |
| Airbus A320neo   | 6              | 5        | 174 (0/174)                         |                                        |
| Airbus A321-200  | 18             | —        | 220 (0/220)                         |                                        |
| Airbus A321neo   | —              | 10       | TBA                                 | Giao từ năm 2021                       |
| Boeing 767-300ER | 13             | —        | 221 (30/191)                        |                                        |
| Boeing 787-8     | 10             | —        | 247 (30/217)                        |                                        |
| Boeing 787-9     | 15             | 5        | 313 (30/283)                        |                                        |
| Tổng cộng        | 148            | 24       |                                     |                                        |

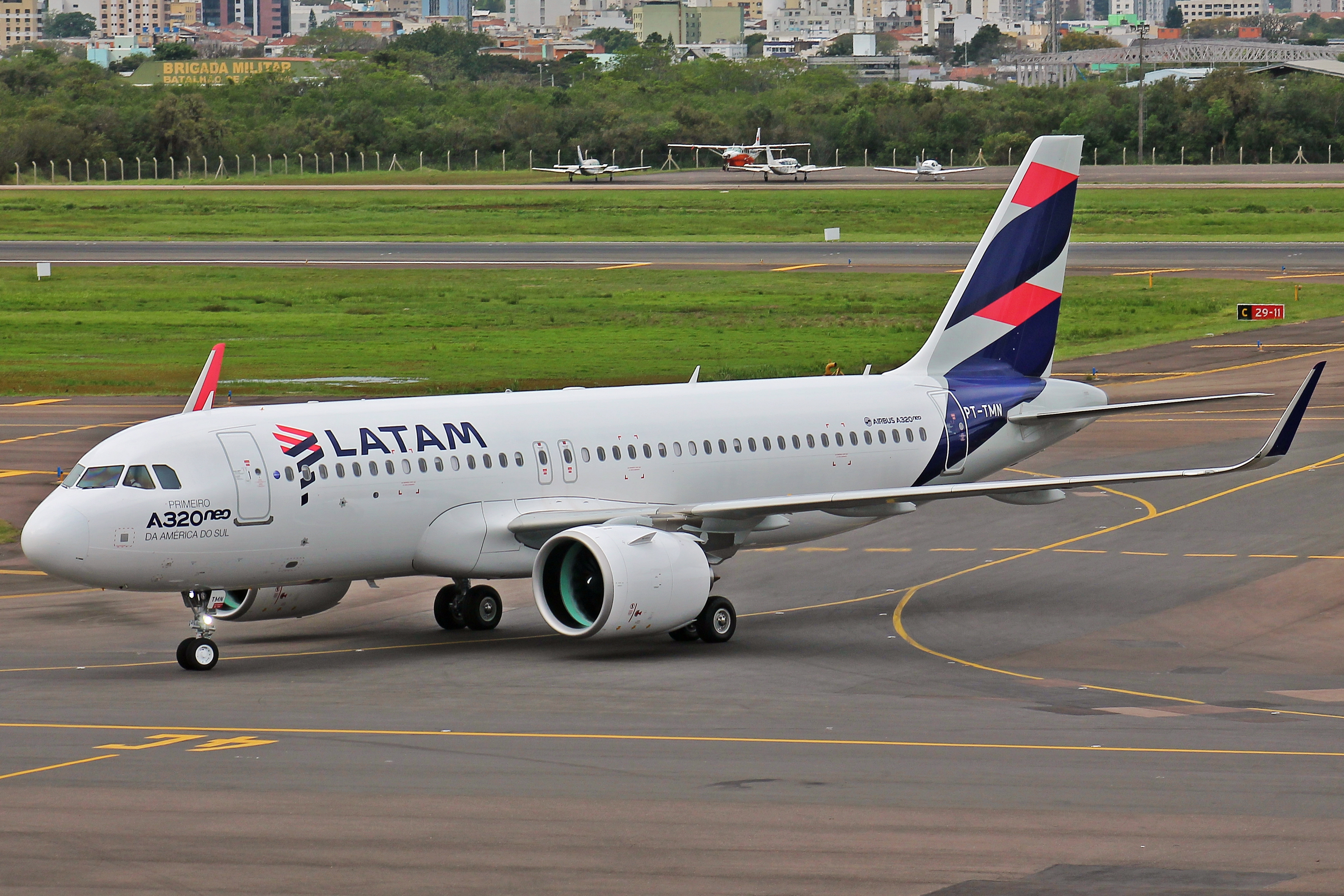
Airbus A320neo

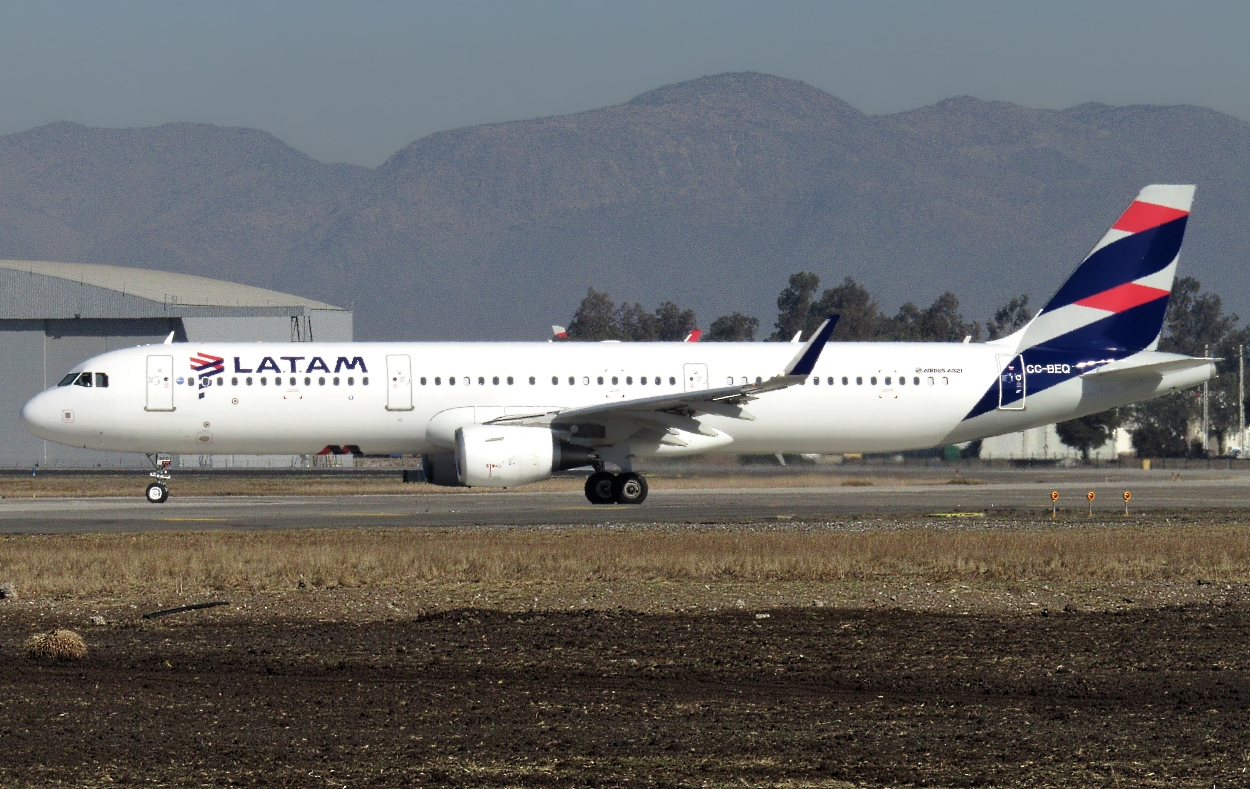
Airbus A321-200

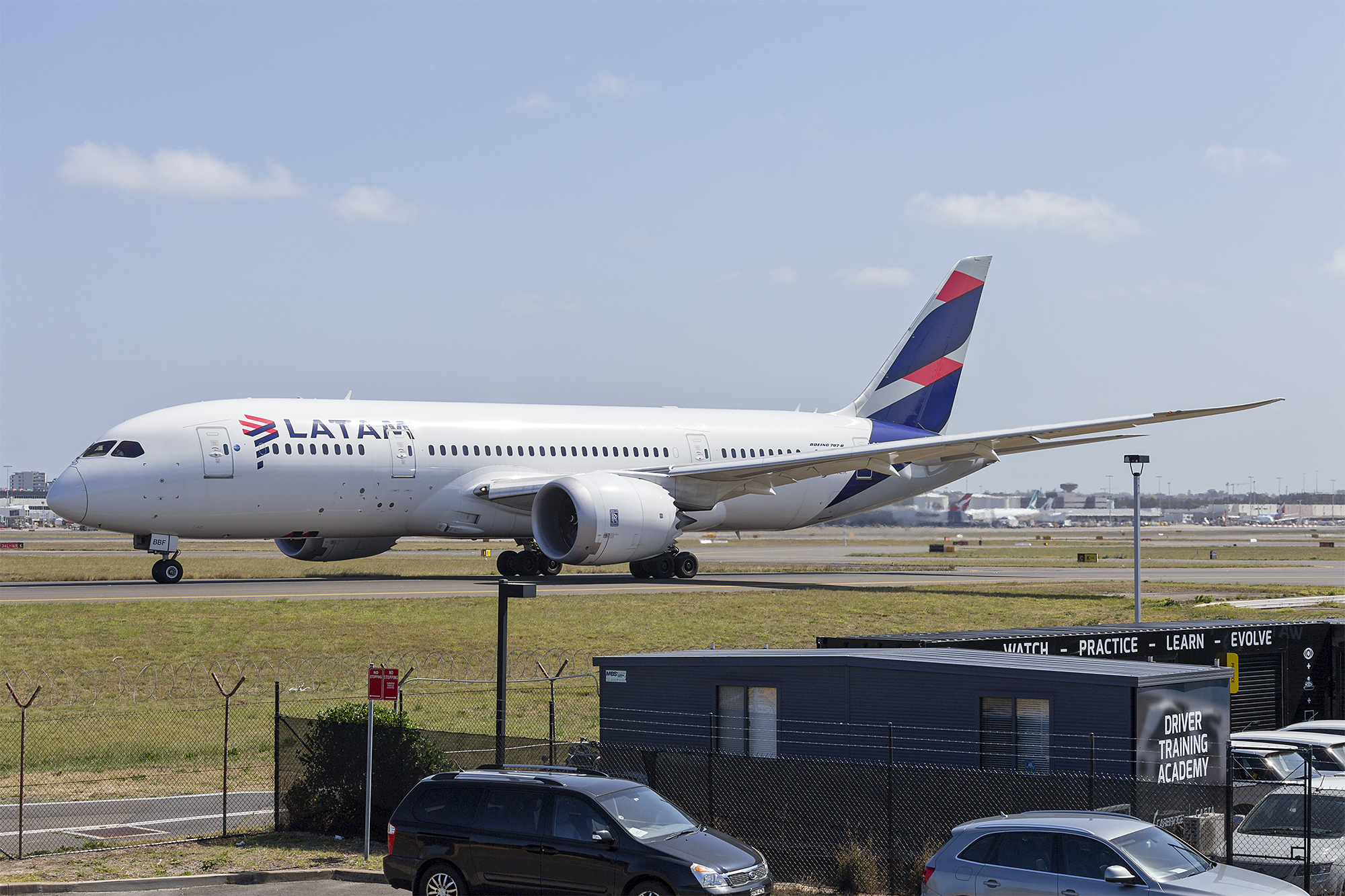
Boeing 787-8

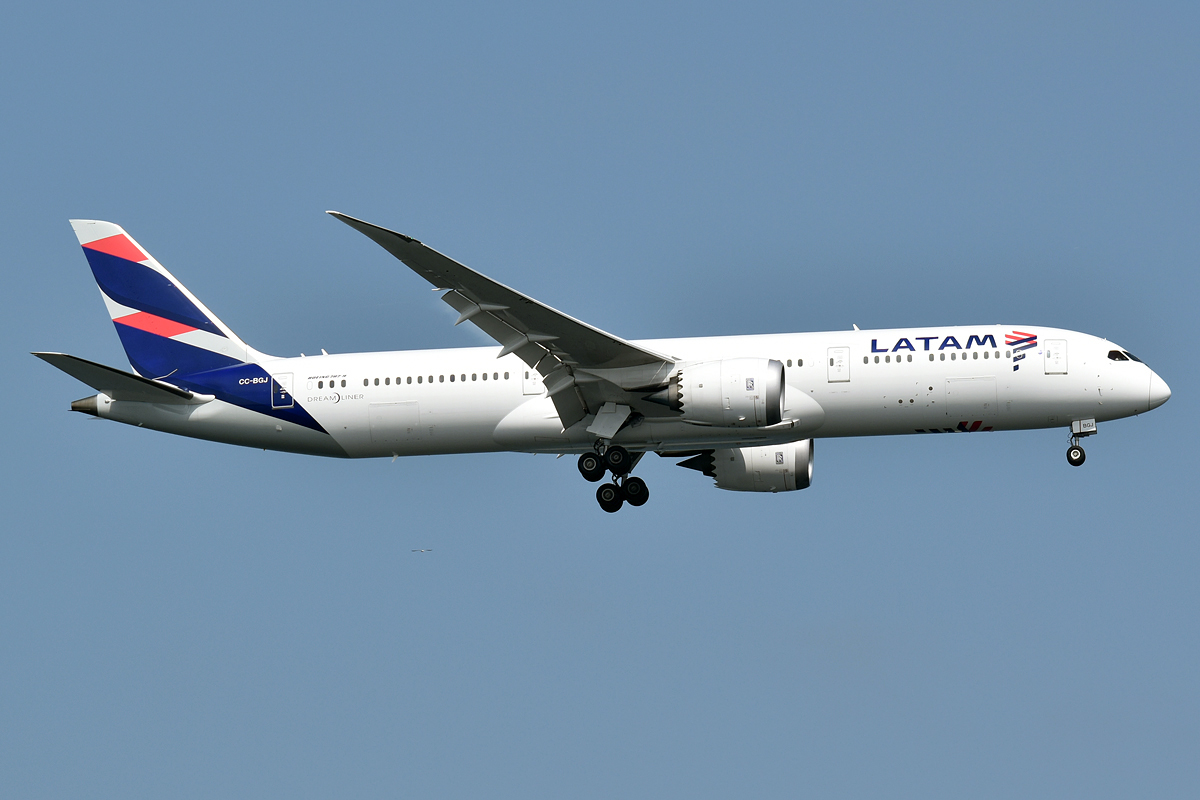
Boeing 787-9

Theo AirFleets.net, đến thời điểm tháng 12 năm 2021, tuổi trung bình của đội tàu bay của LATAM Chile là 10 năm.

## Đội máy bay ngưng hoạt động
- McDonnell Douglas DC-10
- Boeing 747-100
- Boeing 767-200ER
- Boeing 707
- Boeing 727
- BAe 146
- Boeing 737-200
- Boeing 747-100
- Boeing 747-400

## LATAM Pass
LATAM Chile giới thiệu chương trình khách hàng thường xuyên LANPASS để thưởng cho lòng trung thành của khách hàng. Hiện có hơn bốn triệu thành viên. Hàng năm, hơn 250.000 thành viên LANPASS bay miễn phí. Các thành viên của LANPASS được tích lũy dặm bay mỗi khi họ bay với LATAM Chile, một hãng hàng không liên kết với LANPASS hoặc bằng cách sử dụng dịch vụ của bất kỳ doanh nghiệp nào có liên kết với LANPASS trên khắp thế giới.
Các hạng thẻ LANPASS:
- Gold
- Gold Plus
- Platinum
- Black
- Black Signature

## Thỏa thuận liên danh
- Aeroméxico
- Air China
- Alaska Airlines
- British Airways
- Cathay Pacific
- Finnair
- Iberia
- Japan Airlines
- Jetstar Airways
- Korean Air
- LATAM Brasil
- LATAM Paraguay
- Malaysia Airlines
- Qantas
- Qatar Airways
- WestJet

## Tai nạn
- Ngày 20.2.1991, máy bay BAe146-200 của LAN Chile chở khách thuê bao (ký danh CC-CET, trước kia là N403XV) [1] đã trượt khỏi phi đạo khi đáp xuống Puerto Williams ở Nam Chile và lao xuống nước gần đó. 20 trong số 66 hành khách bị thiệt mạng.[2][3]
- Ngày 4.8.1987, máy bay Boeing B737-200, khi đáp xuống Sân bay Calama/El Loa, đã đáp lộng trước ngưỡng phi đạo số 27. Càng bánh phía mũi bị gãy, máy bay bị vỡ đôi và bốc cháy, 1 người bị thiệt mạng.